# Вольга Україна
«Вольга Україна» або Volga Ukraine (рос. Вольга Украина, також VLG.FILM) — український дочірний підрозділ російської кінодистриб'юторської компанії «Вольга».
За підсумками 2017 року частка компанії на українському кінопрокатному ринку була 5,7 %.

## Історія
Кінодистриб'ютор з'явився в Україні як дочірнє підприємство російської компанії «Вольга» (штаб-квартира в Москві) 2010 року. Першою прокатною стрічкою «Вольга Україна» став фільм «Я кохаю тебе, Філліпе Моріс», який вийшов в український прокат 25 листопада 2010 року.

## Дистриб'ютор
Неексклюзивний та непрямий (прокатні права належать власнику «Вольга Україна», російській дистриб'юторській компанії «Вольга») дистриб'ютор таких студій на території України: Lionsgate (разом із підконтрольною їй Lionsgate Films та Summit Entertainment), Focus Features International, EuropaCorp, StudioCanal, Pathe International, Kinology, Affinity International, Exclusive Media Group, TF1 тощо.

## Власники
«Вольга Україна» є на 100 % дочірним підрозділом російської кінодистриб'юторської компанії «Вольга», що належить російському продюсеру Сергію Єршову. Офіційно 100 % компанії «Вольга Україна» зареєстровано на американську «Вольгафільм, Інк.» (Volgafilm, Inc.), кінцевим бенефесіаром якої є громадянин США Сергій Єршов.

## Частка ринку (за виторгом)
Станом на 2018 рік компанія входить до п'яти найбільших кінодистриб'юторів України.
| № | Назва                       | Ринок у 2010       | Ринок у 2011       | Ринок у 2012       | Ринок у 2013         | Ринок у 2014         | Ринок у 2015            | Ринок у 2016            | Ринок у 2017               |
| 1 | B&H Film Distr. Company     | 43.2%              | 51%                | 48.9%              | 49.1%                | 41.4%                | 55.7%                   | 50.4%                   | 52.5%                      |
| 2 | Ukrainian Film Distribution | 20.5%              | 22.1%              | 21.5%              | 14.3%                | 26%                  | 22.8%                   | 23%                     | 21.9%                      |
| 3 | Kinomania                   | 16.6%              | 15.9%              | 9.63%              | 15%                  | 16%                  | 10.9%                   | 16.2%                   | 15.2%                      |
| 4 | MMD UA                      | 2.6%               | 4.68%              | 3.41%              | 7.75%                | 3.59%                | 3.8%                    | 1.8%                    | 1.7%                       |
| 5 | Вольга Україна              | <1 %               | <1 %               | 2.5%               | 3.6%                 | 4.1%                 | 4.3%                    | 2.7%                    | 5.7%                       |
| - | Решта                       | 17.1%              | 6.19%              | 14.1%              | 10.4%                | 8.88%                | 2.6%                    | 5.9%                    | 2.9%                       |
| - | Всього                      | 100                | 100                | 100                | 100                  | 100                  | 100                     | 100                     | 100                        |
| - |                             |                    |                    |                    |                      |                      |                         |                         |                            |
| - | К-сть стрічок у прокаті     | 166                | 242                | 259                | 327                  | 325                  | 292                     | 288                     | 294                        |
| - | К-сть відвідувачів          | 15 млн             | 17,2 млн           | 19,6 млн           | 20.4 млн             | 20,1 млн             | 21,16 млн               | 24,2 млн                | 28,9 млн                   |
| - | Середня ціна квитка         | ₴41                | ₴43                | ₴43                | ₴43                  | ₴47                  | ₴57                     | ₴67                     | ₴77,08                     |
| - | Касові збори                | ₴614 млн ($77 млн) | ₴720 млн ($90 млн) | ₴800 млн ($100 млн | ₴ 820 млн ($106 млн) | ₴943 млн ($80,4 млн) | ₴1.2 млрд. ($54,58 млн) | ₴1.70 млрд. ($63,8 млн) | 2,23 млрд грн. ($85,8 млн) |
| - | К-сть кінотеатрів           | 156                | 164                | 167                | 186                  | 167*                 | 152*                    | 160*                    | 181*                       |
| - | К-сть кіноекранів           | 350                | 370                | 376                | 443                  | 420*                 | 438*                    | 460*                    | 513*                       |
| - | % українського озвучення    | 65.6 %             | 65.2 %             | 65.7 %             | 69.3 %               | 65.5 %               | 84.8 %                  | 88.0 %                  | 87.5 %                     |
| *В зв'язку з окупацією Криму та Сходу України російськими військами, починаючи з 2014 року фактично в Україні функціонувало менше кінотеатрів: Україна втратила 22 кінотеатри де загалом розміщувалося 45 кіноекранів (без окупації у 2014 Україна б мала 189 кінотеатрів де розмішувалося б 465 кіноекранів) |                             |                    |                    |                    |                      |                      |                         |                         |                            |